# Agapetus jafiwi
Agapetus jafiwi är en nattsländeart som beskrevs av Ross 1951. Agapetus jafiwi ingår i släktet Agapetus och familjen stenhusnattsländor. Inga underarter finns listade i Catalogue of Life.